# Hosszú Schlieren-kocsi
A hosszú Schlieren (német nyelven: lange Schlieren, hivatalosan Inlandsreisezugwagen der ÖBB) az ÖBB 1980-as években személyszállítás céljára épített vasúti kocsija. A sorozatot eredetileg a távolsági és intercity forgalom céljaira szánták. Az 1990-es évek végétől zömüket átépítették az elővárosi forgalom számára, a sorozat sokáig a bécsi elővárosi forgalom egyik alapjárművének számított. 2012 után az ÖBB elkezdte az öregedő járművek forgalomból történő kivonását, a jobb állapotúak közül pedig többet más vasutak számára értékesítettek.

## Története

### A sorozat születése
Az 1960-as évektől gyártott régebbi (ún. rövid) Schlieren kocsisorozat már avulónak számított, ezért a gyártók megkezdték a felkészülést egy korszerűbb vasúti kocsi gyártására. Az újabb sorozatot kezdettől fogva a rövid schlierenek utódjának szánták, ezért számos alapvető tulajdonságát a régebbi sorozathoz igazították. A megörökölt tulajdonságok a könnyű szerkezet, az alacsony kocsimagasság, illetve a kisebb kerékátmérő. A kocsi újdonságai közé tartozott az UIC által ajánlott 26,4 méteres kocsi hossz, az automatizált lengőajtó, a félig lehúzható ablakok. A járműsorozatot 160 km/h-s sebességre tervezték, amely a sebesvonati, gyorsvonati és intercity vonatnemekben történő közlekedtetését is lehetővé tette belföldön, illetve a német nyelvű országok, Németország és Svájc felé.
A gyártásban két osztrák vasúti járműgyártó vállalat vett részt. A kocsik többségét a gráci Simmering-Graz-Pauker gyárban építették, de licenc alapján folyt a kocsik előállítása a jenbachi Jenbacher járműgyárban is.
A sorozatgyártás 1979-ben kezdődött, a gyártás 9 éve alatt a két gyárat 718 hosszú schlieren kocsi hagyta el. Ezek döntő többsége a másodosztályú kocsik közé tartozott, azonban a gyártók számos egyéb típusba tartozó kocsit is építettek.
- A legnagyobb számban a 20-75 középszámú másodosztályú kocsik épültek. A kocsik 80 másodosztályú ülőhelyet kínáltak termes elrendezésben. A kocsi mindkét végébe egy-egy WC-t telepítettek. Ezek a kocsik Bmp(o)z betűjellel futottak.[1]
- 1980-tól az ÖBB egyre több változat megépítését rendelte meg a gyártóktól. Az első BDmpsz sorozatú, 82-75 középszámú félpoggyászkocsit 1981. április 19-én a Jenbacher gyár adta át a megrendelőnek. A kocsiban az ülőhelyek számát 40-re csökkentették, az üresen maradt területen nagy méretű poggyászteret alakítottak ki.
- 1981 április 22-én állt forgalomba az első 85-75 középszámú, BRmpz betűjelű fél-étkezőkocsi. A 29 ülőhelyet kínáló éttermet egy üvegajtó választotta el a 12 ülőhelyes másodosztályú termes szakasztól.
- 10 darab vegyes, első- és másodosztályú ABmpz kocsi is épült, ezek az első osztályon 17 vöröskárpitos ülőhelyet, másodosztályon 38 ülőhelyet kínáltak.

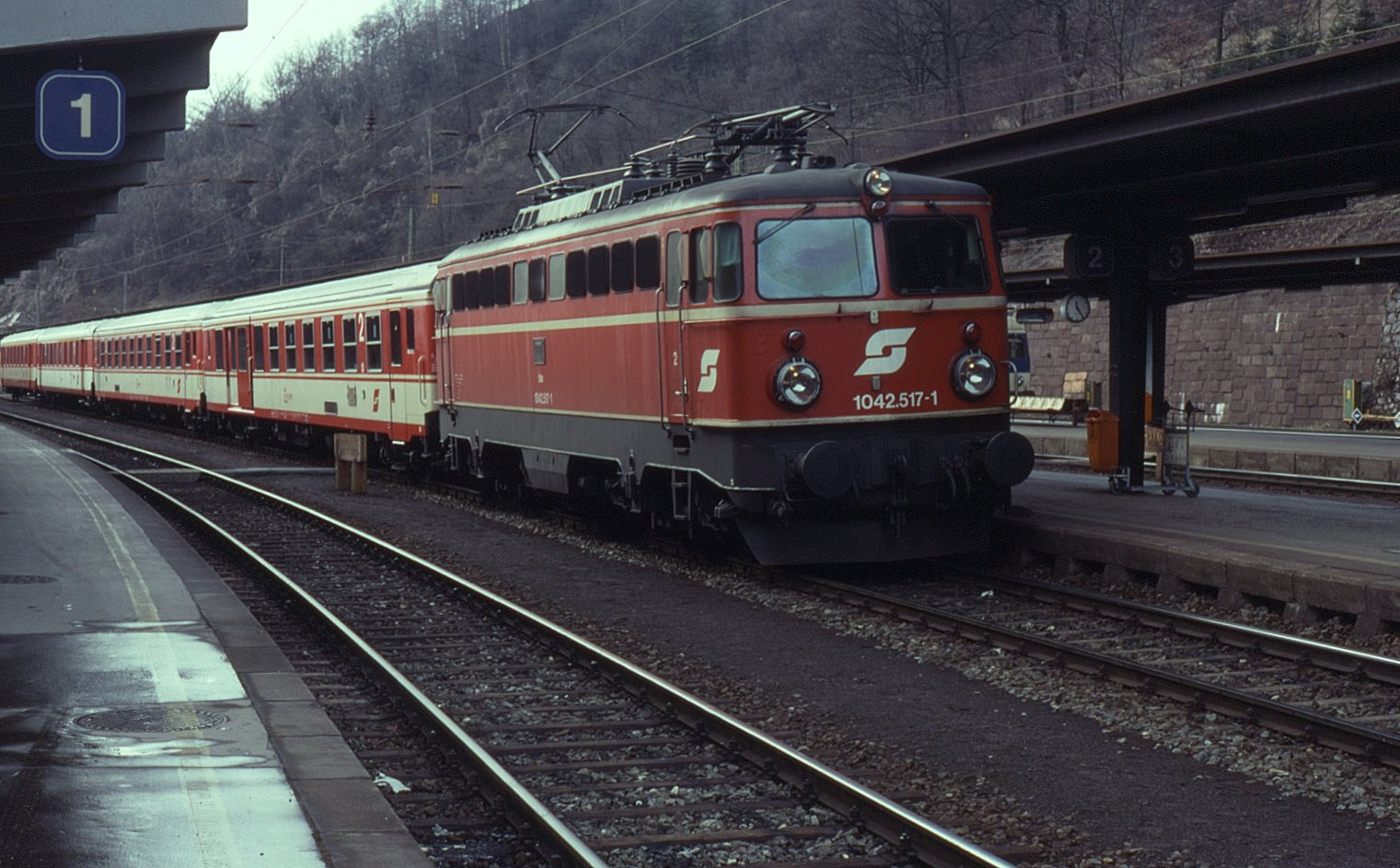
A sorozat eredeti festése
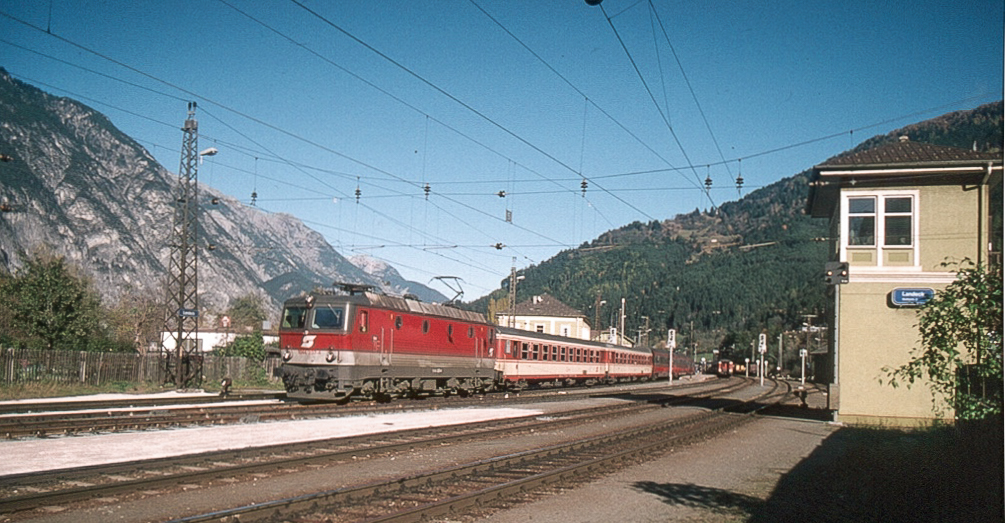
Még egy IC-ben futó hosszú schlierenek 1993-ban
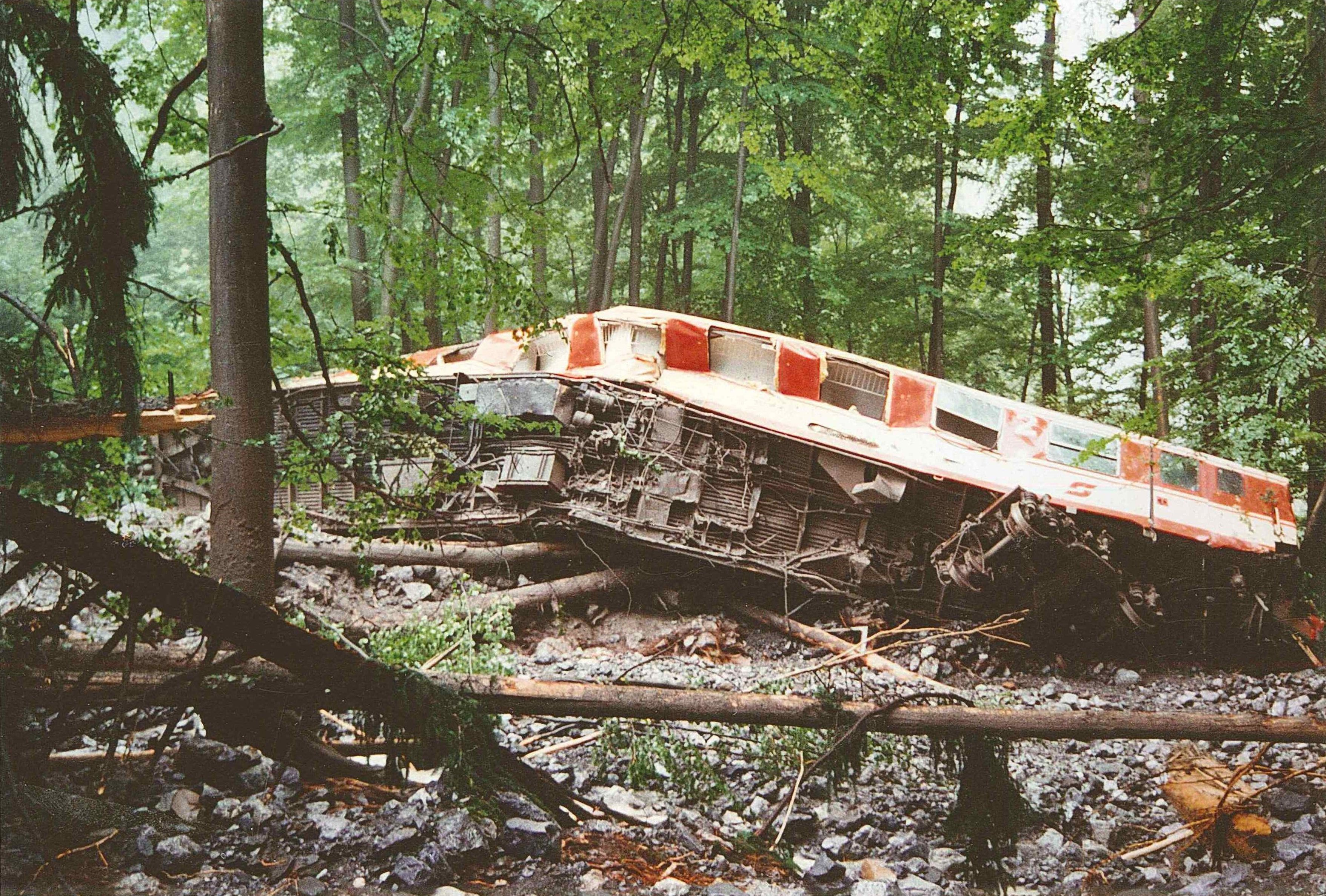
A brazi balesetben megsemmisült hosszú Schlieren 1995-ben

### Az elővárosi forgalomban
Az 1990-es évekre a kocsitípus már avulónak számított a távolsági forgalomban, utaskomfort és sebesség terén is egyre inkább elmaradt a kor elvárásaitól. Az ÖBB azonban nem kívánt megválni a nagyszámú, a vasúti járművek élettartamának felét sem elérő járművektől. Az évtized közepétől megkezdődött a sorozat nagyszabású átépítési programja, amelynek keretében a távolsági forgalomra épített járműveket helyi és elővárosi forgalom céljára szabták át.
- A hosszú schlierenek legnagyobb átépítési programja a másodosztályú kocsikat érintette. Az 1990-es évek közepétől 152 kocsit építettek át vezérlőkocsivá az ÖBB florisdorfi és Sankt pölteni járműjavítójában. A vezérlőkocsik igen változatos szolgáltatásokkal kerültek vissza a forgalomba, döntő többségük félpoggyászkocsiként, 15 félbüfékocsiként, további 10 pedig étkezőkocsiként.
- A 20-75-s középszámú másodosztályú kocsik mindegyikét átépítették 21-73 középszámú kocsikká. Az átépítés során az egyik illemhelyiséget teljesen eltávolították, helyén egy sílécek és kerékpárok tárolására alkalmas teret alakítottak ki. Némileg átrendezték az ülőhelyek elosztását is, kialakítván azt a kényelmetlen helyzetet, hogy egyes ülések pont az ablakokat elválasztó fal mellé kerültek, így az ott utazók az ülésben hátradőlve nem láttak ki a vonatból. Ez ülőhelyek sűrítése a kocsi kapacitását nem növelte, mivel a kijárati ajtók melletti kényelmetlen üléseket megszüntették.
- A távolsági forgalomban fontos első osztályú szolgáltatást az elővárosi forgalomban fölöslegesnek ítélték. Ezért a negyven futó 19-75 középszámú első osztályú kocsit "leminősítették" másodosztályúvá. A rangvesztett járművekből épültek a 21-73 középszámú elővárosi sorozat 800 és 839 számcsoportba tartozó darabjai. Ezen egykori első osztályú kocsik küllemükben is eltérnek a többitől. Távolról is könnyen felismerhető az ablakok kisebb száma (10 helyett csak 9 ablak), illetve az ablakok közötti nagyobb távolság.
- Az egykori vegyesosztályú kocsik másodosztályúvá történő átépítését tervbe vették, ám teljes átalakításra a csak 2 kocsi esetében került sor. Nyolc kocsi esetében meghagyták az első osztályú szakaszt. Ezeket a kocsikat kivétel nélkül a Salzburg és Wörgl közötti forgalomban vetették be. 2012-ben sor került a fennmaradt ABmpz kocsik átépítésére is. Ezekben a korábbi első osztályú szakaszt teljesen felszámolták, helyükön 24 férőhelyet kínáló kerékpárszállító szakaszt alakítottak ki.

A legjelentősebb változás a kocsik küllemének megváltoztatása jelentette. A korábbi krémfehér-téglavörös színösszeállítást megszüntették, az új festés egy középtájon meghúzott rézsútos vonallal elválasztott, fele részben szürke, fele részben piros vagont eredményezett. A forgalomba állított kocsik mindegyikén megjelenítették az ÖBB elővárosi szolgáltatásának márkanevét (CityShuttle).

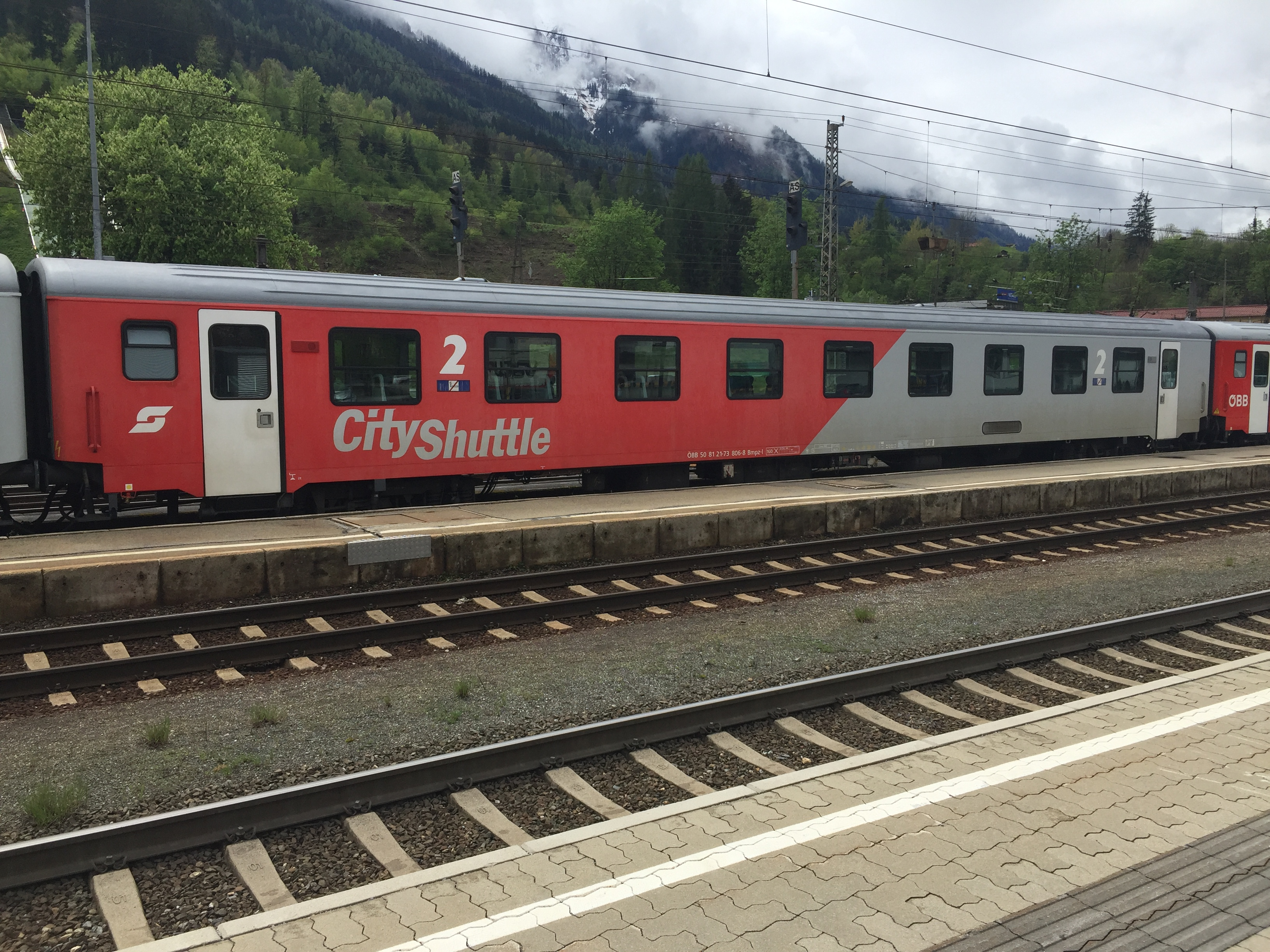
Elővárosi célra átalakított korábbi 1. osztályú kocsi
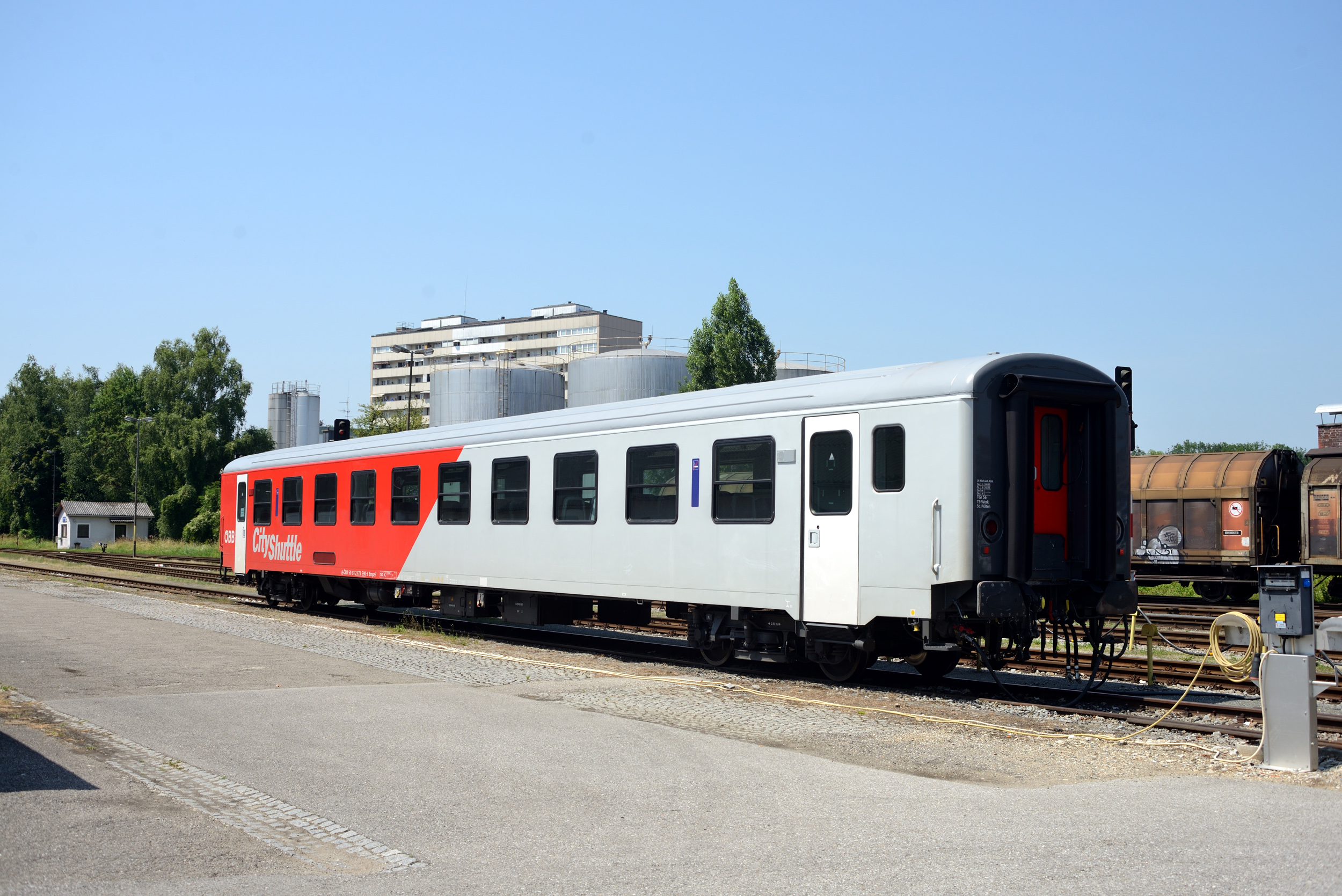
Elővárosi másodosztályú kocsi
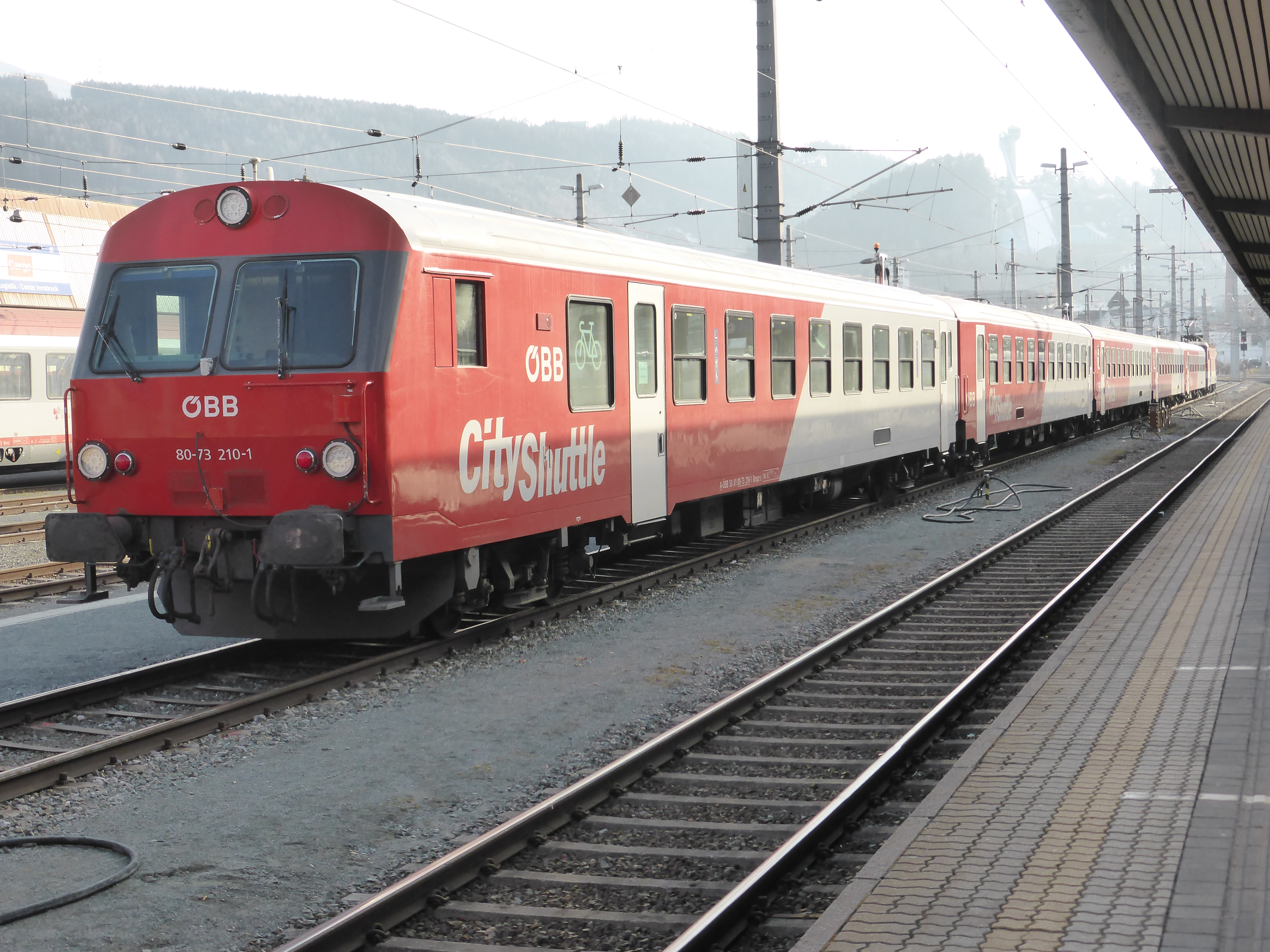
Másodosztályú kocsiból kialakított vezérlőkocsi
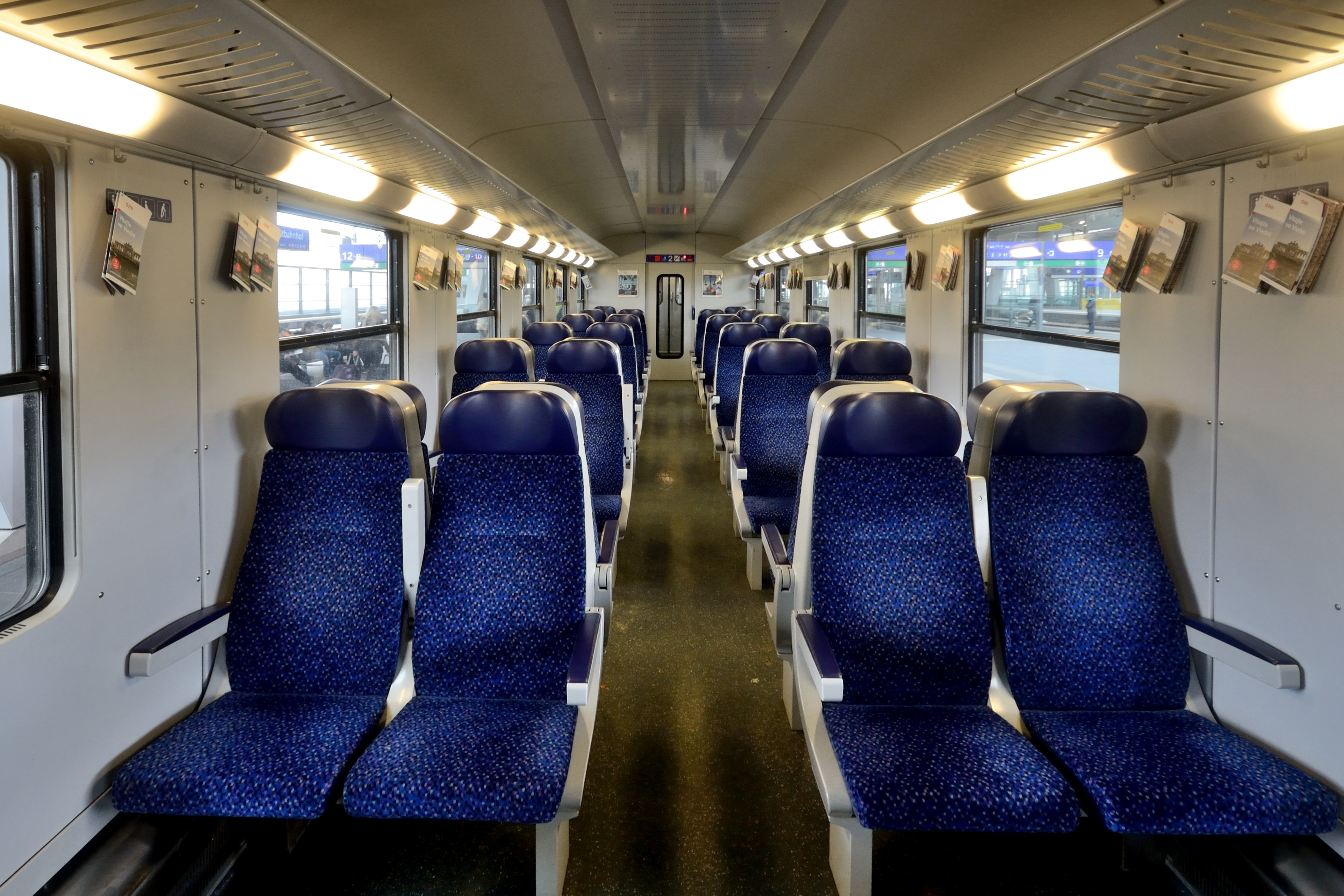
Másodosztályú beltér

### A sorozat utóélete
Az osztrák vasút a 2010-es években nagy számban vásárolt korszerű motorvonatokat főként a Bécs környéki elővárosi forgalom számára. A CityJet márkanévvel útnak indított járművek utaskomfortja magasan felülmúlta a hosszú schlierenek szolgáltatásait. 2012 után elkezdődött a sorozat lassú kivonása a forgalomból. A leállított jó állapotú kocsikat Bécs környéki telephelyeken deponálták, majd értékesítésre kínálták fel.
A kocsik vásárlóinak néhány esetben nem volt célja a járművek további üzemeltetése. Több kocsit az osztrák hadügyminisztérium vásárolt fel, ezek ausztriai katonai gyakorlóterekre és tűzoltóiskolákba kerültek. Három kocsit a Leobeni Egyetem alagútkutató központja szerzett meg, ezen személykocsik nem csak a sínekről, de az átlagember szemei elől is eltűntek.
Forgalomban tartás céljával három kocsit szerzett meg a Stájer Tartományi Vasút. Az StLB által megvásárolt szerelvényt a Weiz és Grác közötti elővárosi vasútvonalon vetették be, főként a csúcsforgalmi időszakokban. 2017-ben egy vezérlőkocsit az ÖBB pályavasúti üzletága vett át. A járművet mérőkocsivá építették át.
A használt hosszú schlierenek legnagyobb felvásárlója a Magyar Államvasutak személyforgalmi üzletága, a MÁV Start Zrt. volt. A MÁV összesen 55 kocsit szerzett meg 2014-ben.
A hosszú schlierenek tervezett üzemidejük végén járnak, az ÖBB a 2010-es évek második felében kiváltásukra nagyszabású motorvonat beszerzést kezdeményezett. A sorozatot az ÖBB fokozatosan vonja ki a forgalomból, előbb a bécsi, majd később a többi nagyváros környékén is. Az ÖBB-s kocsik utolsó üzemévének 2025-öt tűzték ki. A forgalomból kivont egységeket vélhetően szintén értékesítik, így a más üzemeltetőkhöz került hosszú schlierenek 2025 után is részt vesznek majd a forgalomban.

### Hosszú schlierenek Magyarországon
A hosszú schlierenek már korábban is jelen voltak Magyarországon, mivel az ÖBB a Sopron és Bécs közötti elővárosi forgalmat részben ilyen járművekkel bonyolította. Szintén részben ezzel a kocsitípussal üzemeltette az ÖBB a Tatabánya és Bécs közötti elővárosi forgalmat, illetve a Szentgotthárdon át Grácba tartó vonatokat. Jelentős utasfeljövetel idején a Bécs és Budapest közötti EuroCity vonatokra is hosszú schlierenek kerültek erősítésként.
2012-től kezdve Ausztriában az elővárosi motorvonatok egyre több vonalról szorították ki a mozdony vontatta vonatokat. A fölöslegessé vált járműveket az ÖBB értékesíteni kezdte. 2012-ben első magyar üzemeltetőként a GySEV vásárolt az Ausztriában kifutónak számító sorozatból. A GySEV három vezérlőkocsit vett meg, amelyeket honosítás után 80-76 középszámmal vetettek be a regionális forgalomban. A fölöslegessé vált hosszú schlierenek felkeltették a MÁV érdeklődését is, ezért 2014 augusztusában a MÁV pályázatot írt ki ötven használt személykocsi beszerzésére. A pályázaton egyedül az ÖBB indult. Az adásvétel 2014. december 31-i dátummal zajlott le, a magyar vasúttársaság 49 másodosztályú személyvagont, illetve öt vezérlőkocsit vásárolt meg. Az első kocsik 2015. február 16-án érkeztek meg Hegyeshalom állomásra, ahol átadták őket a MÁV-nak. Megérkezés után a kocsik a MÁV Szolnoki Járműjavítóba kerültek, ahol lezajlott átalakításuk a magyar vasút számára. Elvégezték az ülések részleges újrakárpitozását, a fűtés magyar szabványra történő átépítését, a magyar feliratok és jelzések elhelyezését. A kocsikat a MÁV távolsági színtervének megfelelő új festéssel bocsájtották forgalomba. A honosított hosszú schliereneket 2015. március 18-án a budapesti Keleti pályaudvar csarnokában mutatták be a sajtónak és az utazóknak, majd a kocsik Miskolcra indultak, ahol a következő napokban forgalomba is álltak. A Magyarországra került schlierenek Bpmee betűjellel, 20-76 középszámmal álltak forgalomba.
A hosszú schlierenek elsősorban Kelet-Magyarországon, a nem helyjegyes távolsági és regionális forgalomban vettek részt. A nyári idényben részt vettek az idegenforgalmi szezonvonatokban (balatoni vonatok), illetve az az Erdélybe induló zarándokvonatok is vittek magukkal ilyen kocsikat.
Megemlítendő érdekesség, hogy Magyarországon közlekedik a legidősebb hosszú schlieren. Az SGP gráci üzeméből 1979-ben 50 81 20-75 000-7 pályaszámmal kiadott kocsi a MÁV-Startnál 51 55 20-76 013-0 pályaszámmal fut.

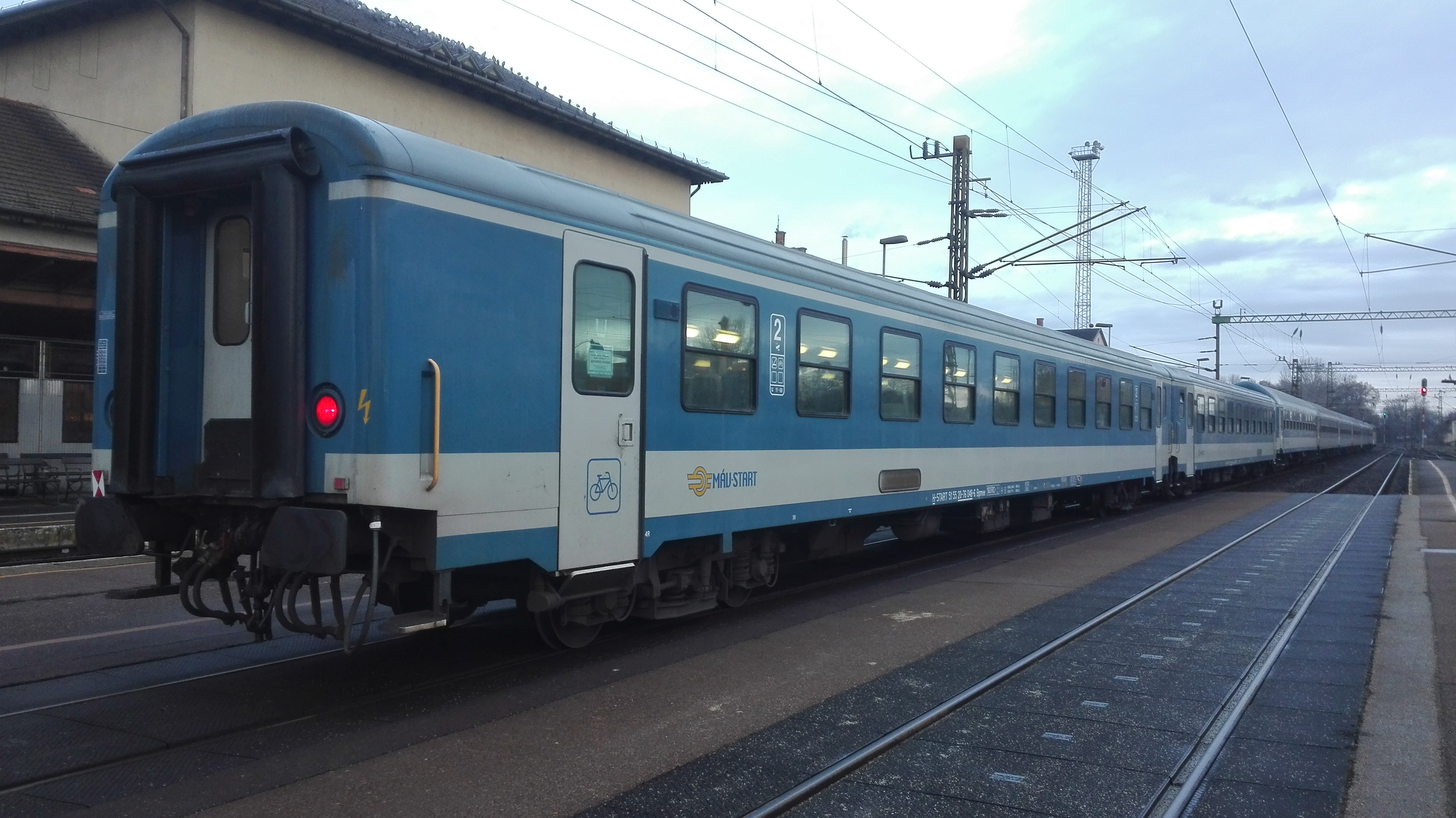
Hosszú schlieren a szegedi Napfény IC-ben 2021-ben
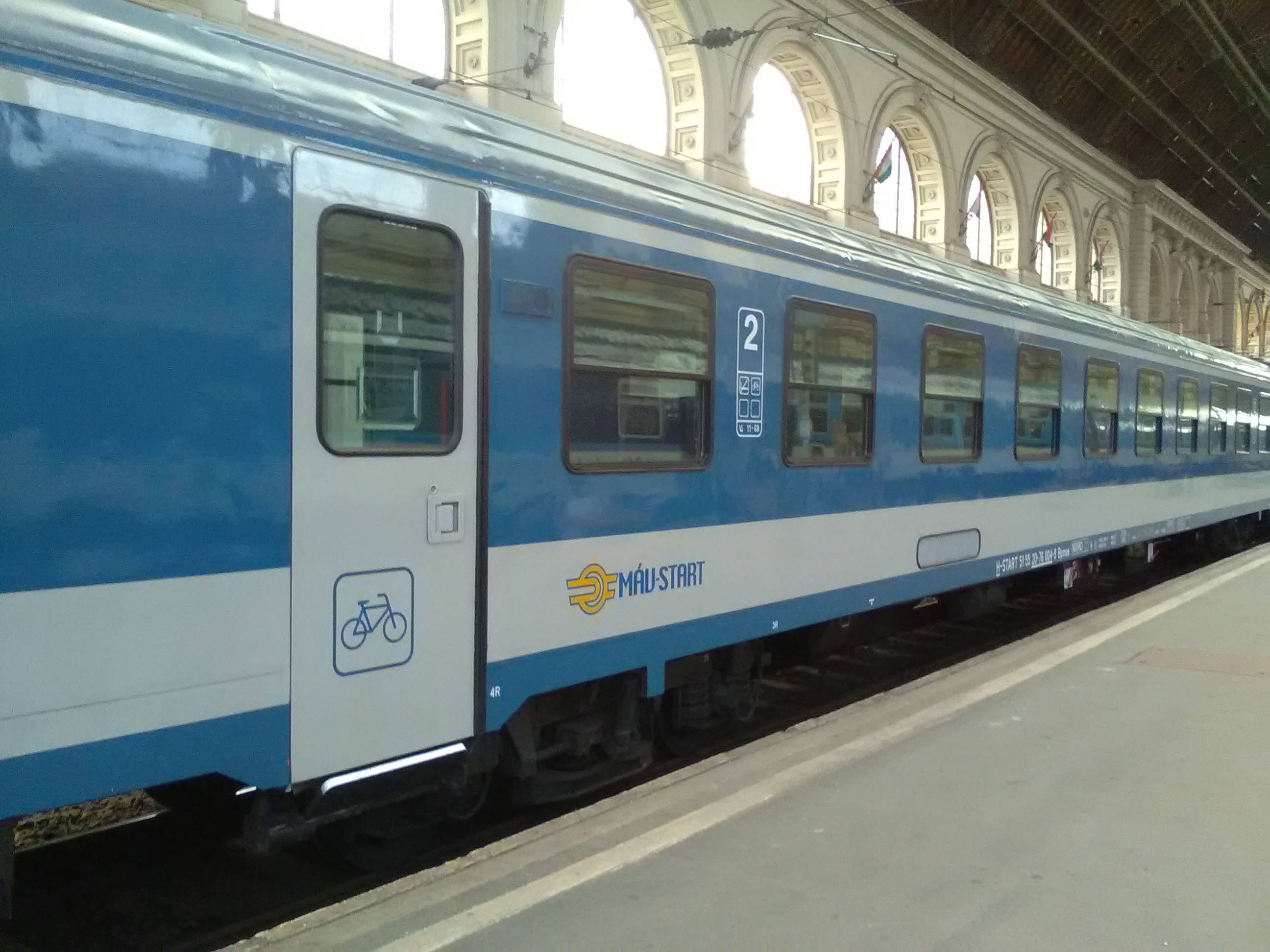
A miskolci sebesvonat egy kocsija 2018-ban